# Kohlberg (Gemeinden Gnas, Paldau)

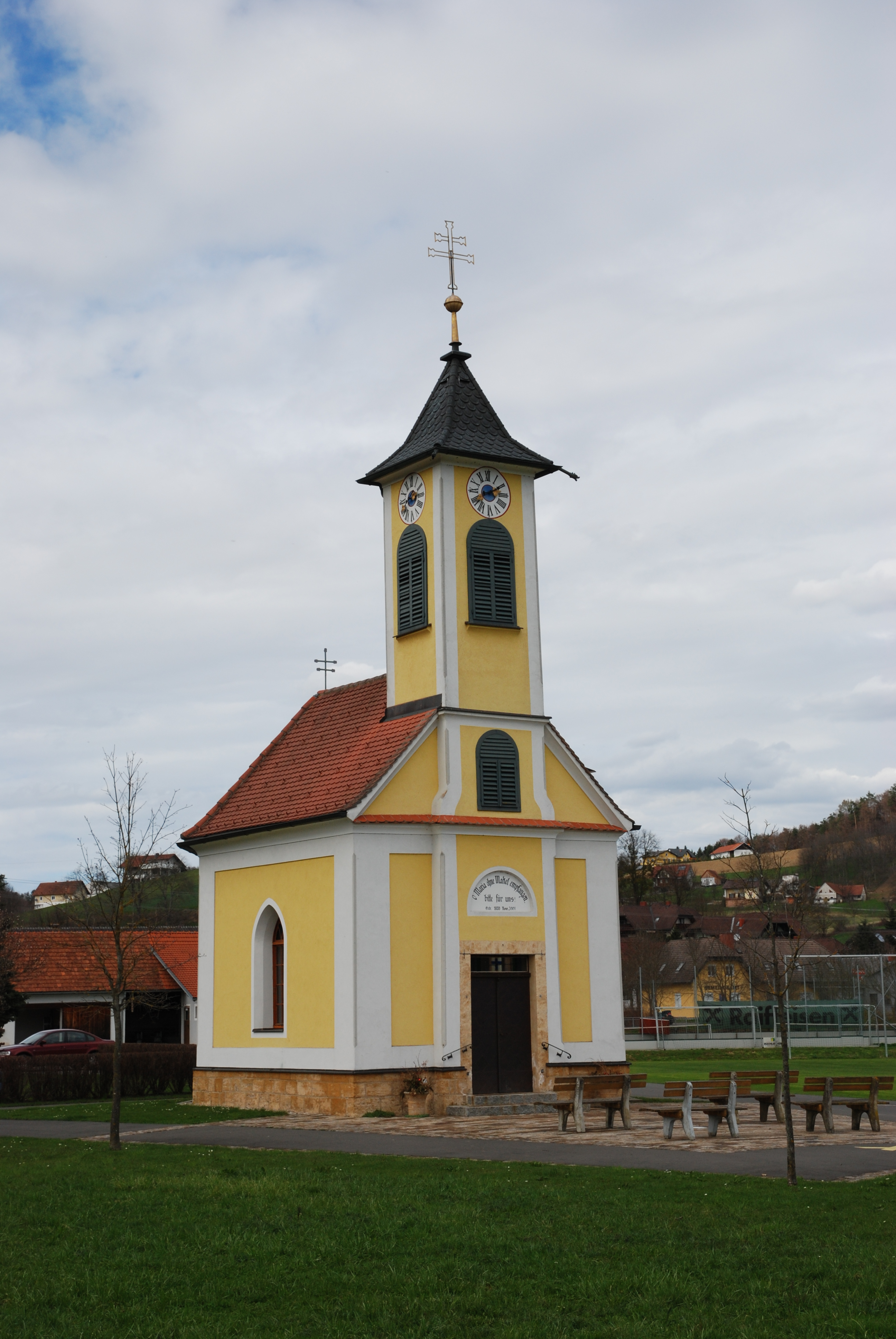
Ortskapelle Kohlberg

Kohlberg ist eine Katastralgemeinde, Ortschaft und ehemalige Gemeinde mit 503 Einwohnern (Stand 1. Jänner 2015) im Südosten der Steiermark im Bezirk Südoststeiermark. Im Rahmen der Gemeindestrukturreform in der Steiermark
ist Kohlberg seit 2015 aufgeteilt auf die Gemeinden
- Gnas (neue Katastralgemeinde Kohlberg II, 465,03 ha) und
- Paldau (neue KG Kohlberg I, 326,11 ha).

Grundlage dafür ist das Steiermärkische Gemeindestrukturreformgesetz – StGsrG.

## Geografie

### Geografische Lage
Kohlberg liegt etwa 32 km südöstlich von Graz und etwa 9 km südwestlich der Bezirkshauptstadt Feldbach im Oststeirischen Hügelland.

### Gliederung
Die ehemalige Gemeinde bestand aus der einzigen Katastralgemeinde und gleichnamigen Ortschaft Kohlberg.

### Ehemalige Nachbargemeinden
- im Norden: Paldau
- im Osten: Perlsdorf
- im Süden: Gnas
- im Westen: Baumgarten bei Gnas

## Wirtschaft
Ein wichtiges Unternehmen in Kohlberg ist das Mischfutterwerk Gsellmann. Im Ortszentrum befindet sich ein Gasthaus, der Kohlberghof,
sowie die Dorfkapelle, ein Fußballplatz und ein Tennisplatz.

## Kultur und Sehenswürdigkeiten
Anfang der 1980er-Jahre lebte Werner Schwab mit seiner damaligen Lebensgefährtin Ingeborg Orthofer in Kohlberg, wo sie einen kleinen Hof bewirtschafteten und Schwab sich gelegentlich als Holzknecht verdingte. Hier fing er an, seine ersten Texte zu schreiben.

## Politik

### Gemeinderat
Der Gemeinderat bestand aus neun Mitgliedern und setzte sich seit der Gemeinderatswahl 2010 aus Mandaten der folgenden Parteien zusammen:
- 6 ÖVP – stellte Bürgermeister (Johann Hütter) und Vizebürgermeister (Alois Rauch)
- 3 SPÖ

### Wappen
Blasonierung (Wappenbeschreibung):
„In Blau schrägrechts zwei goldene Hörner, das eine aufwärts, das andere abwärts gekehrt.“
Die Verleihung des Gemeindewappens erfolgte mit Wirkung vom 1. Juli 1985. Wegen der Gemeindezusammenlegung verlor es mit 1. Jänner 2015 seine offizielle Gültigkeit.